# Warren, Oregon
Warren är en ort i Columbia County i delstaten Oregon, USA.